# アルカディウス
アルカディウス（ラテン語: Arcadius, ギリシア語: Ἀρκάδιος,  377年1月1日 - 408年5月1日）は、東ローマ帝国テオドシウス王朝の初代皇帝。ローマ皇帝テオドシウス1世の長男である。（在位383年 - 408年）。

## 生涯
377年に現在のスペインで生まれる。383年に東方正帝となる。
395年、テオドシウス1世は長男のアルカディウスに帝国の東半分、次男のホノリウスに帝国の西半分を継がせた。テオドシウス1世は、長男と次男が皇位争いをすることで、激化する民族移動時代（ゲルマン民族の大移動）に対応できなくなることを恐れたため、分割統治させようとしたのである。これにより、ローマ帝国は再び東西に二分されることになった。
今までにもローマ帝国は何度か分割統治を行ったこともあって、当時のローマ人はこの分割統治が、その後に再統一されることのない完全な分裂であるなどとは思っていなかった。「ローマ帝国の東西分裂」とは、二度とローマ帝国が統一されることがなかったことを知る後世の者の呼び方にすぎない。
アルカディウスは弟のホノリウスと同じく無能な人物で、政治に全く関心を示さなかった。しかし、帝国有力者のフラウィウス・アンテミウスらが実際の政務を取り仕切ったため、帝国が揺らぐようなことはなかったといわれている。408年に死去し、帝位は息子のテオドシウス2世に受け継がれた。
アルカディウス帝は皇后アエリア・エウドクシアの讒言により、404年に聖人としても説教家としても名高いコンスタンティノポリス大主教ヨハネス・クリュソストモスをその地位から追放したことでも知られる。